# Himantura granulata

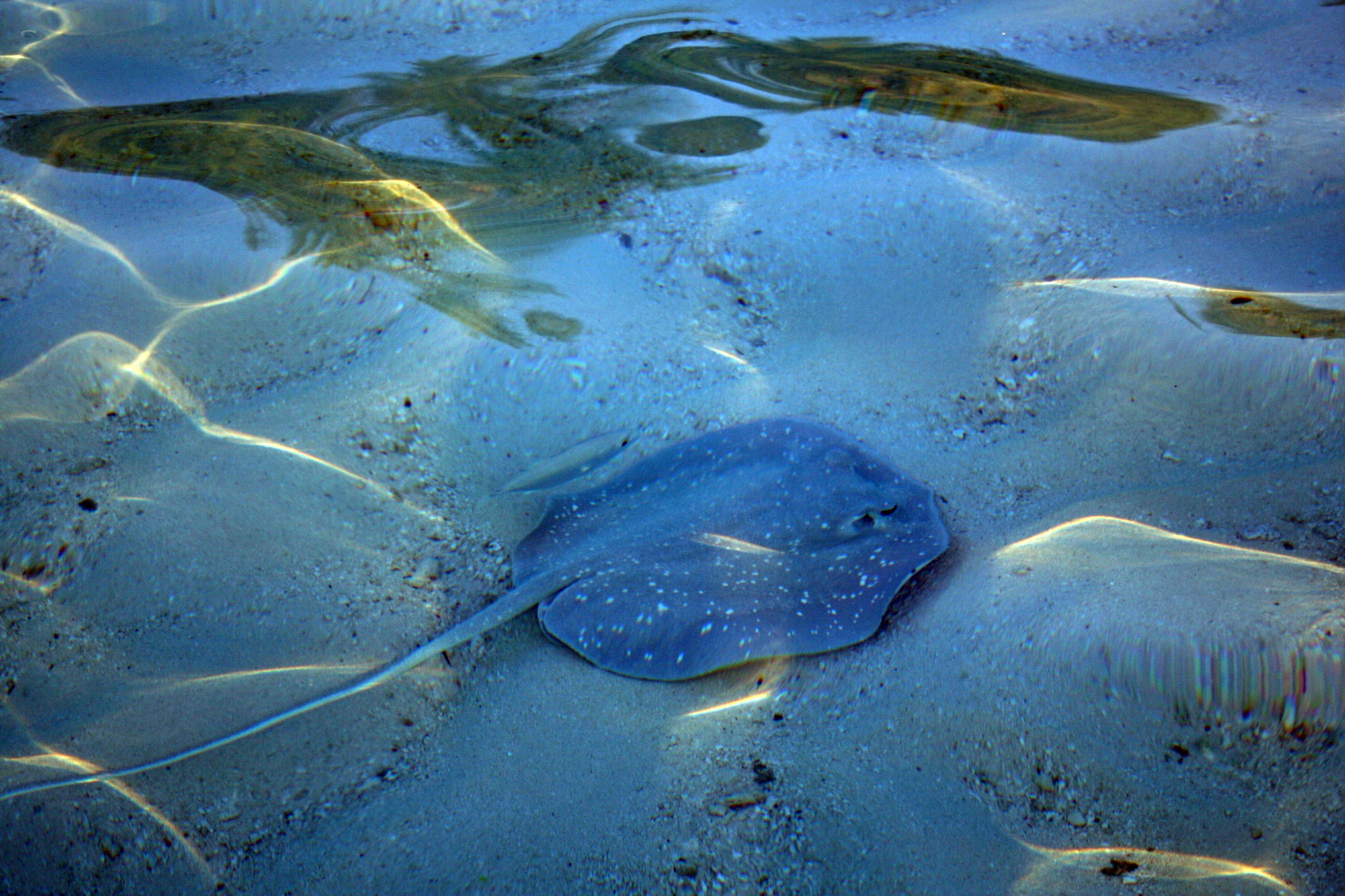
Exemplar a l'atoló de Baa

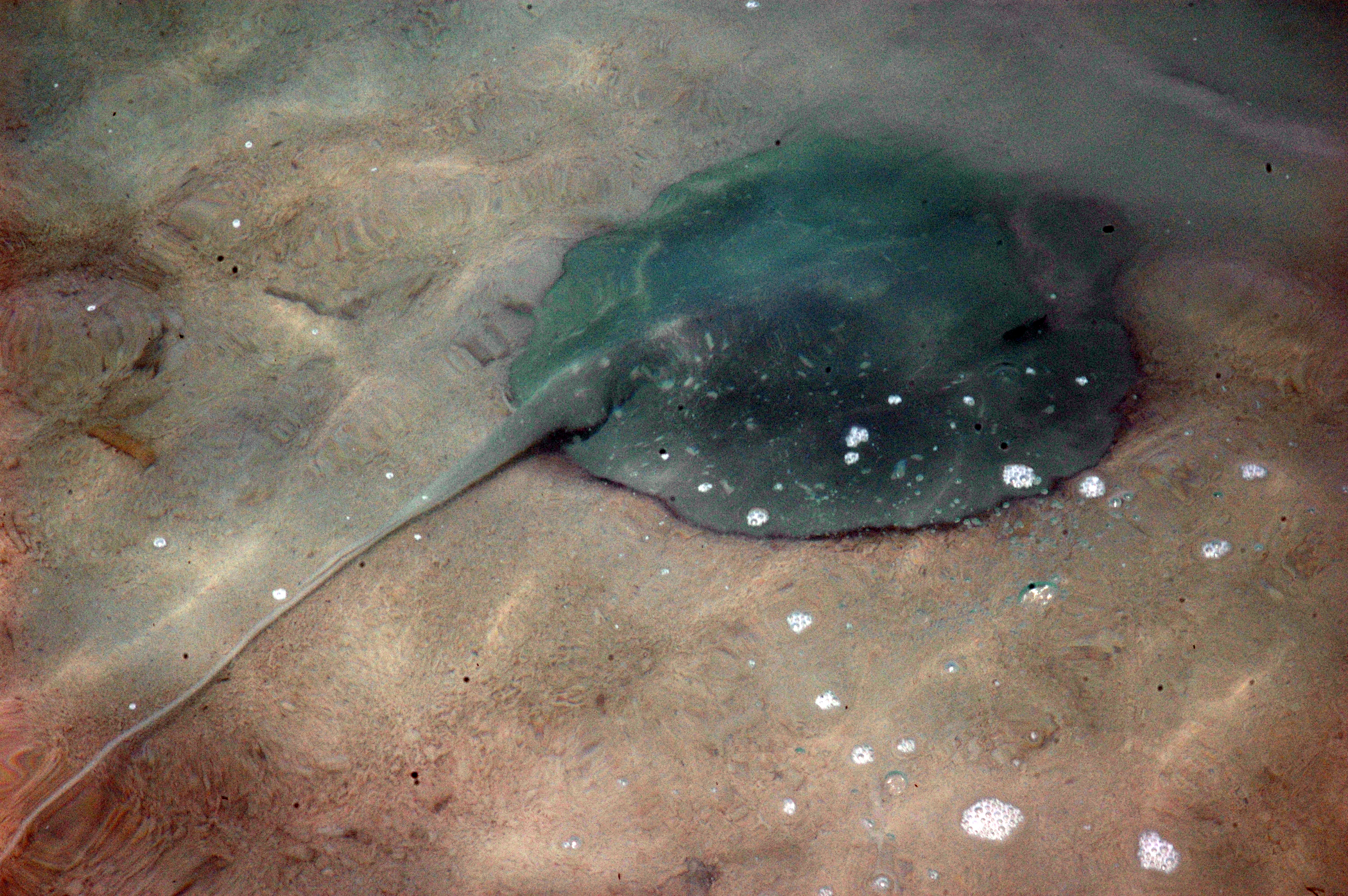
Exemplar de les Maldives

Himantura granulata és una espècie de peix pertanyent a la família dels dasiàtids.

## Descripció
- Pot arribar a fer 141 cm de llargària màxima.
- Presenta taques blanques i una cua blanca.[3]

## Reproducció
És ovovivípar.

## Alimentació
Menja peixets, crustacis bentònics i d'altres organismes.

## Hàbitat
És un peix d'aigua marina i salabrosa, associat als esculls i de clima tropical (10°N-25°S) que viu entre 1 i 85 m de fondària.

## Distribució geogràfica
Es troba a la conca Indo-Pacífica: Austràlia, les illes Txagos, Guam, Indonèsia, Malàisia, les illes Maldives, la Micronèsia, Papua Nova Guinea, les illes Filipines, les illes Seychelles, Salomó i Taiwan.

## Ús comercial
És consumit comercialment per la seua carn, la pell (d'alt valor) i el cartílag.